# Gnathosyne akkolkensis
Gnathosyne akkolkensis is een keversoort uit de familie Ademosynidae. De wetenschappelijke naam van de soort is voor het eerst geldig gepubliceerd in 1969 door Ponomarenko.